# جرج ردوود
جرج ردوود (انگلیسی: George Redwood؛ ۴ ژوئن ۱۸۸۵ – ۲۴ نوامبر ۱۹۵۶) بازیکن فوتبال بود.
از باشگاه‌هایی که در آن بازی کرده‌است می‌توان به باشگاه فوتبال وستهام یونایتد و باشگاه فوتبال فولام اشاره کرد.